# Menschen, Tiere & Doktoren
Menschen, Tiere & Doktoren war eine sogenannte Tierarzt-Dokumentation des Genres „Doku-Soap“, die von der Fandango Film TV Internet Produktions GmbH produziert und zwischen 2006 und 2012 als Eigenformat vom privaten Fernsehsender VOX ausgestrahlt wurde.

## Inhalt
Die 48-minütigen Folgen zeigten den Arbeitsalltag von Veterinärmedizinern an unterschiedlichen Arbeitsplätzen. Berichte und Geschichten stammten aus Tierkliniken, Zoos, Tierarztpraxen oder von Hausbesuchen. Das Format orientierte sich an der Zielgruppe der 14- bis 49-Jährigen; in diesem Segment hatte die Sendung bis zu 11,8 Prozent Marktanteil.
Inzwischen hat der TV-Sender VOX das Format abgesetzt; die Redaktion wurde im Oktober 2012 aufgelöst.

## Ableger
VOX beabsichtigte auf das bisherige Format einen wöchentlichen Ableger aufzubauen. So suchte die Redaktion der Sendung im April 2009 junge Menschen, die ein Probepraktikum bei einem der aus der Serie bekannten Landtierärzte durchführen wollten. Das Casting richtete sich vornehmlich an Abiturienten, die beabsichtigten, Tiermedizin zu studieren. Im Juni 2009 wurde das Projekt, das mit der Kamera begleitet wurde, ausgestrahlt. Des Weiteren wurde unter dem Titel Menschen, Tiere & Doktoren – Die Chance der fünfteilige Pilotfilm einer Doku-Reihe zum ersten Mal im September 2009 ausgestrahlt.

## Ausstrahlung
Die erste Folge vom 28. August 2006 verfolgten ab 17:00 Uhr insgesamt eine halbe Million Zuschauer bei 3,5 Prozent Marktanteil. In der werberelevanten Zielgruppe waren es 250.000 Zuschauer bei 4,8 Prozent Marktanteil.

## Preise
Das Serienformat wurde im Oktober 2009 mit dem Medienpreis der Bundestierärztekammer „für journalistisch hochwertige Beiträge“ ausgezeichnet.